# 佐伯正一
佐伯 正一（さえき しょういち、1912年（大正元年）8月2日 - 2007年（平成19年）9月）は、日本の教育学者。京都教育大学名誉教授。

## 略歴
島根県生まれ。1942年東京文理科大学教育学科卒。1965年「産業革命期イギリスにおける民衆教育発展の実態とその問題点についての研究」で東京教育大学より教育学博士の学位を取得。奈良学芸大学助教授、京都学芸大学助教授、校名変更で京都教育大学教授、1976年定年退官、名誉教授、関西外国語大学教授、1983年退職。1985年勲三等旭日中綬章受勲。2007年9月死去、95歳。
長男は思想史学者の佐伯啓思。

## 著書
- 『ガイダンス概説』育英出版、1950
- 『授業分析の理論』明治図書出版 現代教育全書、1963
- 『教育方法』国土社 現代教職課程全書、1965
- 『民衆教育の発展 産業革命期イギリスにおけるそれの実態と問題点に関する研究』高陵社書店、1967
- 『創造的学習の理論』明治図書出版、1972
- 『中等教育の発展 産業革命期イギリスのパブリック・スクール、文法学校、労働者大学』高陵社書店、1973

### 共編著
- 『学習分析による授業の改善』京都学芸大学付属京都小学校著 編 明治図書、1961
- 『授業過程の分析と改造』編 明治図書出版、1963
- 『教材分析と思考過程 授業の準則を求めて』京都学大付属京都小学校著 編 明治図書出版、1965
- 『授業の中心化と思考分析』京都教育大学教育学部付属京都小学校共編 明治図書出版、1967
- 『考えさせる授業方式』京都教育大学附属京都小学校著 編 明治図書出版、1969
- 『みんなが考える授業の研究法』京都教育大学附属京都小学校共著 明治図書出版、1971
- 『講座個別化学習』編 明治図書出版、1972
- 『世界教育史大系 7 イギリス教育史 1』梅根悟、川合章共著 講談社、1974
- 『個の可能性 授業の方略を求めて』京都教育大学教育学部附属京都小学校共著 明治図書出版、1975
- 『個を伸ばす みんながわかりひとりひとりが生きる授業』京都教育大学教育学部附属京都小学校共編 法律文化社、1977
- 『学力回復の授業方略』編 明治図書出版 現代授業論双書、1984
- 『教育方法 その思想と実践の発達』吉田武男共著 大阪教育図書、1994

### 翻訳
- トマス・ヘンリ・ハクスリ『自由教育・科学教育』栗田修共訳 明治図書出版 世界教育学選集、1966
- スポーデク、ウォルバーグ編著『オープン・エデュケーション入門』栗田修共訳 明治図書出版 現代授業論双書、1977